# 841
Năm 841 là một năm trong lịch Julius.